# Zvonimir Novosel
Zvonko Novosel je hrvatski kazališni, filmski i televizijski glumac.

## Filmografija

### Televizijske uloge
- "Najbolje godine" kao doktor (2010.)
- "Ponos Ratkajevih" kao Bartol Postup (2007. – 2008.)
- "Zabranjena ljubav" kao Dominik Kelerman (2007.)
- "Ljubav u zaleđu" kao Lovrić (2005.)

### Filmske uloge
- "Lea i Darija" kao biljeter (2011.)
- "Stvar ukusa" kao Walter (2007.)
- "Zagorka" kao Mazzura (2007.)
- "Pokretna žena" (1997.)
- "Isprani" (1995.)
- "Vrijeme za..." kao Darko (1993.)
- "Zlatne godine" kao policajac #1 (1993.)

## Vanjske poveznice
- Zvonimir Novosel u internetskoj bazi filmova IMDb-u (engl.)